# 街道弁事処
街道弁事処（かいどうべんじしょ; 簡体字中国語: 街道办事处; 拼音: Jiēdào Bànshìchù
）は、中華人民共和国に存在する、街道と呼ばれる郷級行政区である都市基層政府の出先機関である。

## 沿革

### 建国期
中華人民共和国建国後の政権建設において、都市の基層組織をどのように編成するかについては、いくつかの選択肢があった。とりわけ問題となったのは、区の下に置かれる「街道」について、これを正規の行政機関とするか、簡素化して区の出先機関とするかという点であった。これに決着をつけたのは、社会主義のソビエト体制は生産組織を基礎として形成されるべきであるという理論で、これに基づき地域の行政はできるだけ簡素化するという方針であった。1954年に『街道弁事処組織条例』が成立した。そこには、街道レベルにおいては、人民政府でなく、区人民政府の出先機関として街道弁事処（事務所）が設置されることになった。街道弁事処は、専業の事務職員は3から7名という小規模な組織となったため、その下部に、日本の自治会に相当する居民委員会と呼ばれる住人による自治組織が設置された。

### 文化大革命期
文化大革命の時代には、基層政府は造反派による奪権闘争の影響を受けて崩壊し、社区の行政機能も停止した。街道レベルに置かれた革命委員会が唯一の権力機関として行政機能を担当したが、多くの場合、その実態は、企業や軍が社区を保護するために派遣した治安維持部隊であり、長期にわたり行政機能が機能不全に陥った。文化大革命の終結を機に街道革命委員会は廃止され、街道弁事処が復活した。1979年に全人代が「地方各級人代および地方各級人民政府組織法」を採択したことにより、54年憲法体制とほぼ共通する地方政府が再建されることになった。1980年代に全人代常務委員会は街道弁事処組織条例など街道組織に関連する1950年代の法律を再公布して、その有効性を確認し、これに基づいて単位社区制も再建されることになった。

## 改革開放政策以降と街道弁事処の現状
改革開放政策前の単位社区制度のもとでの国有企業は、単なる企業のみならず、従業員の家族を含めた「単位」と呼ばれた生活共同体であった。国有企業は従業員とその家族のために、保育園、幼稚園、小中学校、病院、養老院、図書館、食堂、娯楽施設などを用意し、食堂に供給する材料を生産するための農場まで有していた。改革開放政策のもとで国有企業の改革が本格化し、単位社区制度は大きな曲がり角を迎える。国営企業は、企業経営効率化のために企業と行政の分離を進め、福利厚生事業は、企業から切り離され、行政に属することになった。この企業から行政に移管されることになった社会保障サービスの多くは国の社会保障制度に組み入れられることになると同時に、社区の事業としても展開されることになった。この社区において展開されることになった活動、職業安定所や結婚相談所、老人や身体障害者などのための介護サービス、給食、食事の宅配などは街道弁事処や居民委員会が主体となって事業体が設立された。近年、社区居民委員会のスタッフは試験で任用され、給与も活動経費も行政より支給され、同じ街道管轄内で転勤が命ぜられるなど、半ば公務員の実態を有する。社区居民委員会のスタッフは、住民の状況を把握し、党と政府の各種政策の宣伝（標語の貼りだしなど）やキャンペーンの実施を担うだけでなく、住民の満足度を高めるため、多様な住民サービス（買い物、診療、娯楽、スポーツなど）を提供するように要求されたるようになった。居民委員会は年中雑務に追われ、その監督者である街道弁事処のプレッシャーも大きいという。ここに着目したのが「社区参与行動」というNGOであった。「住民参画」という手法を使いこなせば、効率よく行政上の任務に対応できるだけでなく、住民からの不満も大幅に減らせることを示した。2005年になって政府も、事業委託という形を通してNGOを制御し、利用するという方法を採用し始めた。